# Тёмный сиган
Тёмный сиган (лат. Siganus fuscescens) — вид морских лучепёрых рыб из семейства сигановых (Siganidae).

## Описание
Максимальная длина 40 см. Тело продолговатое, сжатое с боков. Чешуя мелкая, несколько удлиненная, тонкая. Боковая линия простая, полная. По две ноздри с каждой стороны рыла. Передняя ноздря с коротким лоскутом у молоди, длина которого снижается по мере роста рыб; у старых рыб лоскут отсутствует. Подглазничная опора отсутствует. Рот маленький, не выдвижной, с одним рядом сжатых с боков мелких резцевидных зубов. Спинной плавник несёт 13 сильных колючих лучей. Впереди спинного плавника есть шип, спрятанный в коже и направленный острием вперед. Брюшной плавник с двумя колючими лучами. Хвостовой плавник слегка вырезанный у мелких особей длиной менее 10 см, более раздвоенный у более крупных рыб, очень глубоко раздвоенный у самых крупных (но средние лучи никогда не бывают менее 1/2 длины самых длинных лучей). От других видов рода отличается более мелкой чешуей (25—30 вместо 18—23 в поперечном ряду между боковой линией и средними лучами спинного плавника).

## Ареал
Распространён по тихоокеанскому побережью от Токио на юг до Австралии и на востоке Индийского океана.

## Синонимы
В синонимику таксона входят следующие биномены:
- Amphacanthum fuscenscens Cuvier & Valenciennes, 1835
- Amphacanthus albopunctatus Temminck & Schlegel, 1845
- Amphacanthus aurantiacus Temminck & Schlegel, 1845
- Amphacanthus fuscescens (Houttuyn, 1782)
- Amphacanthus gymnopareius Richardson, 1843
- Amphacanthus kopsii Bleeker, 1851
- Amphacanthus maculosus Quoy & Gaimard, 1825
- Amphacanthus margaritiferus Valenciennes, 1835
- Amphacanthus nebulosus Quoy & Gaimard, 1825
- Amphacanthus ovatus Marion de Procé, 1822
- Amphacanthus tumifrons Valenciennes, 1835
- Centrogaster fuscescens Houttuyn, 1782
- Siganus concavocephalus Paradice, 1927
- Siganus consobrinus Ogilby, 1912
- Teuthis fuscescens Günther, 1861
- Teuthis gibbosus De Vis, 1884